# Lista odcinków serialu anime Devilman

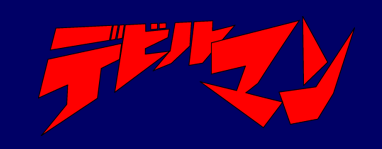
Logo serii

Artykuł zawiera listę wszystkich wyemitowanych odcinków telewizyjnego serialu anime Devilman, wyprodukowanego na podstawie mangi autorstwa Gō Nagaia. Seria po raz pierwszy była emitowana w Japonii od 8 lipca 1972 do 8 kwietnia 1973 na antenie NET (obecnie TV Asahi). Za produkcję odpowiadało studio Toei Animation.

## Lista odcinków
| №  | Tytuł                                                           | Premiera             |
| -- | --------------------------------------------------------------- | -------------------- |
| 1  | Akuma zoku fukkatsu (悪魔族復活)                                | 8 lipca 1972         |
| 2  | Yōjū Shirēnu (妖獣シレーヌ)                                     | 15 lipca 1972        |
| 3  | Yōjū Geruge (妖獣ゲルゲ)                                        | 29 lipca 1972        |
| 4  | Mashōgun Zannin (魔将軍ザンニン)                                | 5 sierpnia 1972      |
| 5  | Nemureru bijo Zorudoba (眠れる美女ゾルドバ)                     | 12 sierpnia 1972     |
| 6  | Rokuferu no kubi (ロクフェルの首)                               | 19 sierpnia 1972     |
| 7  | Kyōfu no ningyō dukai Zūru (恐怖の人形使いズール)               | 26 sierpnia 1972     |
| 8  | Iyamon to Baū (イヤモンとバウウ)                                | 2 września 1972      |
| 9  | Nōha yōjū Gondorōma (脳波妖獣ゴンドローマ)                      | 9 września 1972      |
| 10 | Yōjū Gandē, me ga aruku (妖獣ガンデエ眼が歩く)                  | 16 września 1972     |
| 11 | Shinku no Yōka, Rafurēru (真紅の妖花ラフレール)                 | 23 września 1972     |
| 12 | Kaen yōjū Faiamu (火炎妖獣ファイアム)                           | 30 września 1972     |
| 13 | Hokori takaki Māmeimu (誇り高きマーメイム)                      | 7 października 1972  |
| 14 | Kōri no kuni e no chōsen (氷の国への挑戦)                       | 14 października 1972 |
| 15 | Yōjū Ebain, senbon no ude (妖獣エバイン千本の腕)                | 21 października 1972 |
| 16 | Yami ni sumu, yōjū Jienī (闇に棲む妖獣ジェニー)                 | 28 października 1972 |
| 17 | Kitte yōjū Dagon (切手妖獣ダゴン)                               | 4 listopada 1972     |
| 18 | Giniro no Mayako (銀色の魔矢子)                                 | 11 listopada 1972    |
| 19 | Yōjū Adaru, ningyō sakusen (妖獣アダル 人形作戦)                | 18 listopada 1972    |
| 20 | Saraba, yōjū Dorango (さらば妖獣ドランゴ)                       | 25 listopada 1972    |
| 21 | Yōjū Dorō wa ningen ga suki (妖獣ドローは人間が好き)            | 2 grudnia 1972       |
| 22 | Yōjū Mugāru, genei no majutsushi (妖獣ムガール 幻影の魔術師)    | 9 grudnia 1972       |
| 23 | Yōjū Bera, Chibetto no kai (妖獣ベラ チベットの怪)              | 16 grudnia 1972      |
| 24 | Yōjū Jakon, iki teiru yūrei (妖獣ジャコン 生きている幽霊)       | 23 grudnia 1972      |
| 25 | Yōshōgun Muzan, gakuen dai shūgeki (妖将軍ムザン 学園大襲撃)    | 30 grudnia 1972      |
| 26 | Hakugin no yōjū, Rara (白銀の妖獣ララ)                          | 6 stycznia 1973      |
| 27 | Yōjū Jueru, hate naki yokubō (妖獣ジュエル 果てなき欲望)        | 13 stycznia 1973     |
| 28 | Yōjū Miniyon, akuma no pendanto (妖獣ミニヨン 悪魔のペンダント) | 20 stycznia 1973     |
| 29 | Yōjū Kenetosu, nazo no nekkuresu (妖獣ケネトス 謎のネックレス)  | 27 stycznia 1973     |
| 30 | Yōjū Faizeru, kage ni kurū (妖獣ファイゼル 影に狂う)            | 3 lutego 1973        |
| 31 | Yōjū Kirusukii, shinku no senpū (妖獣キルスキイ 真紅の旋風)     | 10 lutego 1973       |
| 32 | Yōjū Ōrora, kagayaku rōugōku (妖獣オーロラ 輝く牢獄)            | 17 lutego 1973       |
| 33 | Yōjū Uezāsu, Taiyō no hanran (妖獣ウエザース 太陽の反乱)        | 24 lutego 1973       |
| 34 | Yōjū Aruron, kyōfu no makishi (妖獣アルロン 恐怖のマキシ)       | 3 marca 1973         |
| 35 | Yōgensui Reikokku, kōre ru gakuen (妖元帥レイコック 凍れる学園) | 10 marca 1973        |
| 36 | Yōjū Magudorā, sora tobu yōgan (妖獣マグドラー 空とぶ溶岩)      | 17 marca 1973        |
| 37 | Yōjū Uddodō, okoreru midori (妖獣ウッドドウ 怒れる緑)           | 24 marca 1973        |
| 38 | Yōjū Dorimūn, tsuki wa jigoku da (妖獣ドリムーン 月は地獄だ)    | 31 marca 1973        |
| 39 | Yōjū Goddo, kami no kiseki (妖獣ゴッド 神の奇蹟)                | 7 kwietnia 1973      |